# 池田知正
池田 知正（いけだ ともまさ）は、戦国時代から江戸時代初期にかけての武将。摂津国豊島郡の国人。池田長正の二男。
知正と同一人物ともされる池田氏の一族・池田重成についても本項で述べる。

## 生涯
摂津国の武将・池田長正の二男として誕生した。
元亀元年（1570年）、池田氏の当主である兄・勝正が出奔すると、荒木村重らに擁立されて家督を継ぎ、池田城主となった。知正は三好三人衆に味方し、元亀2年（1571年）には摂津郡山（茨木市郡山付近）の戦いで和田惟政を敗死させた（白井河原の戦い）。その後、荒木村重らにより追放されたとも、織田信長の下で摂津を支配することになった村重に従ったともいわれる。『荒木略記』には、勝正の後継者として勝正の子・直政（直正）が擁立されたが取りやめになったとあり、この直正を知正の別名とする見方もある。
その後、知正は羽柴秀吉に仕え、慶長5年（1600年）には徳川家康に従って上杉攻めに加わった（会津征伐）。『池田氏家譜集成』所収の系図によると、慶長9年（1604年）3月18日に死去した。知正は豊島郡神田村（池田市神田）に館を持っており、その神田館で没したといわれる（『池田氏系譜』）。
知正の跡は子の三九郎が継ぎ、翌慶長10年（1605年）に三九郎が死去したため、三九郎の弟とされる光重が家督を継いだ。

## 池田重成
池田 重成（いけだ しげなり、? - 慶長8年〈1603年〉）は池田氏の一族。久左衛門尉、備後守と称す。子に自念、重信がいる。荒木村重に属し、荒木久左衛門と呼ばれた。
池田氏では、永禄6年（1563年）に池田勝正が家督を継承しているが、その際、勝正は「池田四人衆」と呼ばれる重臣の内、池田元好・池田正村を殺害し、新たに池田豊後守・池田周防守を加えている。この頃の四人衆の残る2人は重成と荒木村重だった。
元亀元年（1570年）6月、「池田二十一人衆」が池田豊後守・周防守を殺害し、これを受け勝正は大坂へと逃れた（『言継卿記』）。二十一人衆には重成や村重が含まれ、『荒木略記』によるとこの事件は村重が主導したという。勝正追放に伴い、池田家中は織田信長方から三好三人衆方へと転じた。7月には池田民部丞が池田氏の当主に擁立されている。
天正元年（1573年）に将軍・足利義昭と織田信長が対立すると、荒木村重は織田方となる。重成は村重に従い、その重臣となった。重成は摂津豊島郡に2,780石余りを領したという。
天正6年（1578年）、荒木村重が織田信長に対し謀反を起こし、同年11月より、村重の居城・有岡城は織田軍の包囲を受けた。重成は村重に従っており、天正7年（1579年）9月に村重が有岡城を脱出して尼崎城に移ると、その留守を守った。
同年11月19日、有岡城は開城する。重成（荒木久左衛門）は織田軍との交渉により、村重の降伏と尼崎城・花隈城の開城を条件に有岡城の者たちを助命するという約束を取り付け、尼崎へと向かった。しかし、村重は重成の説得を受け入れず、重成は有岡城に戻ることなく淡路岩屋に逃れた。12月、村重の妻ら一族37人は京都六条河原で斬殺され、郎党ら500余人は尼崎の郊外で焼き殺された。この時、重成の息子の自念も殺害されている。
織田信長の死後、羽柴秀吉に召し出され、仕えることになる。秀吉からは本領を安堵され、従五位下備後守に叙任されたという。重成は小牧・長久手の戦いや九州征伐に従軍し、文禄4年（1595年）11月の時点で丹波国船井郡和知谷に所領を持っている。慶長4年（1599年）閏3月には、摂津・近江の内に2,008石を与えられた。慶長5年（1600年）の上杉征伐にも従軍し、関ヶ原の戦いの後に加増され、5,000石を知行した。慶長8年（1603年）に死去した。
重成の跡は子の重信が継いだが、重信は徳川家康の勘気をこうむって采地を没収される。重信の子・重長の時に赦免され、重長は徳川家光の御小姓組の番士となった。

## 登場作品
- 軍師官兵衛（2014年、演：井上肇） - 荒木久左衛門として登場[21]。